# 日本国憲法第41条
日本国憲法 第41条（にほんこく（にっぽんこく）けんぽう だい41じょう）は、日本国憲法の第4章 国会にある条文で、国会の地位・立法権について規定している。

## 条文
日本国憲法、e-Gov法令検索。

第41条【国会の地位、立法権】
国会は、国権の最高機関であって、国の唯一の立法機関である。

## 解説
国会に関して規定する第4章の先頭にある条文である。
本条にいう「国権」とは、国家が有する支配権を包括的に示す国家権力そのものすなわち国家の統治権を意味する。国権は一般に、立法権・行政権・司法権として分類して理解されるが、その内、主権者たる国民の意思を直接反映する機関としての国会を最高機関として位置づけるものである。ただし、権力分立の発想に立ち、国会に対して行政権および司法権から監視ないしは抑制を及ぼすことは予定されており、最高機関であることをもって制限が一切及ばないことを意味するものではない。
国レベルにおける議会として国会は位置づけられており、立法機関としては唯一の存在とされている。大日本帝国憲法下においては、形式上立法権は天皇の大権に属するとされており、帝国議会は天皇の立法協賛組織であるとされ、議決を経なければ法律は成立しない立法機関であった。
唯一の立法機関の意味
- 国会中心立法の原則：国会が国の立法権を独占する原則
- 国会単独立法の原則：国会による立法は他の機関の関与なく成立する原則

なお、行政機関には政令などの規則制定権（日本国憲法第73条6号）、最高裁判所には訴訟に関する手続、弁護士、裁判所の内部規律及び司法事務処理に関する事項についての規則制定権（日本国憲法第77条1項）が、憲法上それぞれ認められている。

国権の最高機関の意味
一般的な憲法解説書には「国権の最高機関」について「政治的美称」であるという解釈がされているが、エラマン・ノート
に記されているケーディス陸軍大佐の言葉には
「国会に関して意見をいうなら、国会は国家においては最高(supreme)である。そのモデルは合衆国の州憲法にあり、・・・国会は明白に行政府、司法府に保有されている機能を除いて、最高である」
「国会は明白に（憲法によって）禁じられていない（かぎり）いっさいの権力を保持する。国会は最高機関(the highesut organ)　-ケーディス大佐は強調する」とあり、この言葉が総司令部案に取り入れられ、現行憲法の条文となったものと思われる。
憲法学者の西修はこのような規定はアメリカの憲法体制にあっては連邦と州のとの関係で、州の権限を明確にするためにもちいられたもので、ケーディス大佐がアメリカ憲法における州に留保されている権能をわが国の国会に見立てたものではないかと推測している。

唯一の立法機関
明治憲法においては、議会は天皇の立法権に協賛するにすぎなかったが、日本国憲法においては立法権は国会が独占することを意味する。実質的意味の立法は、もっぱら国会が定めなければならず、憲法の特別の定めがある場合（議員規則、最高裁判所規則）を除いて、許されず（国会中心立法の原則）、国会による立法は、国会以外の機関の参与を必要としないで成立すること（国会単独立法の原則）を意味する。
なお、内閣は憲法第72条の「議案」に法律案も含まれると解されており、法律の発案権を有する。議員内閣制の下では国会と内閣の協働が要請されており、国会は法律案を自由に修正・否決できることから違憲ではない。

## 沿革

### 大日本帝国憲法
東京法律研究会 p.6-9

第五条
天皇ハ帝國議會ノ協贊ヲ以テ立法權ヲ行フ
第三十七条　凡テ法律ハ帝國議會ノ協贊ヲ經ルヲ要ス

### GHQ草案
「GHQ草案」、国立国会図書館「日本国憲法の誕生」。

#### 日本語
第四十条国会ハ国家ノ権力ノ最高ノ機関ニシテ国家ノ唯一ノ法律制定機関タルヘシ

#### 英語
Article XL.The Diet shall be the highest organ of state power and shall be the sole law-making authority of the State.

### 憲法改正草案要綱
「憲法改正草案要綱」、国立国会図書館「日本国憲法の誕生」。

第三十六国会ハ国権ノ最高機関ニシテ国ノ唯一ノ立法機関トスルコト

### 憲法改正草案
「憲法改正草案」、国立国会図書館「日本国憲法の誕生」。

第三十七条国会は、国権の最高機関であつて、国の唯一の立法機関である。